# José Rodrigues

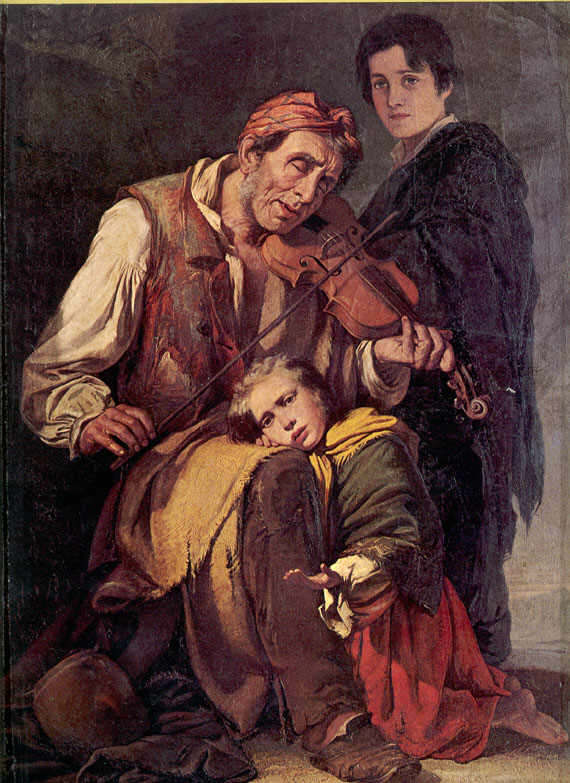
O Cego Rabequista, 1855

José Rodrigues de Carvalho – portugalski malarz romantyczny. Jego najbardziej znane dzieło to O Cego Rabequista z 1855 roku.